# 윈저-디트로이트 국제 자유 축제

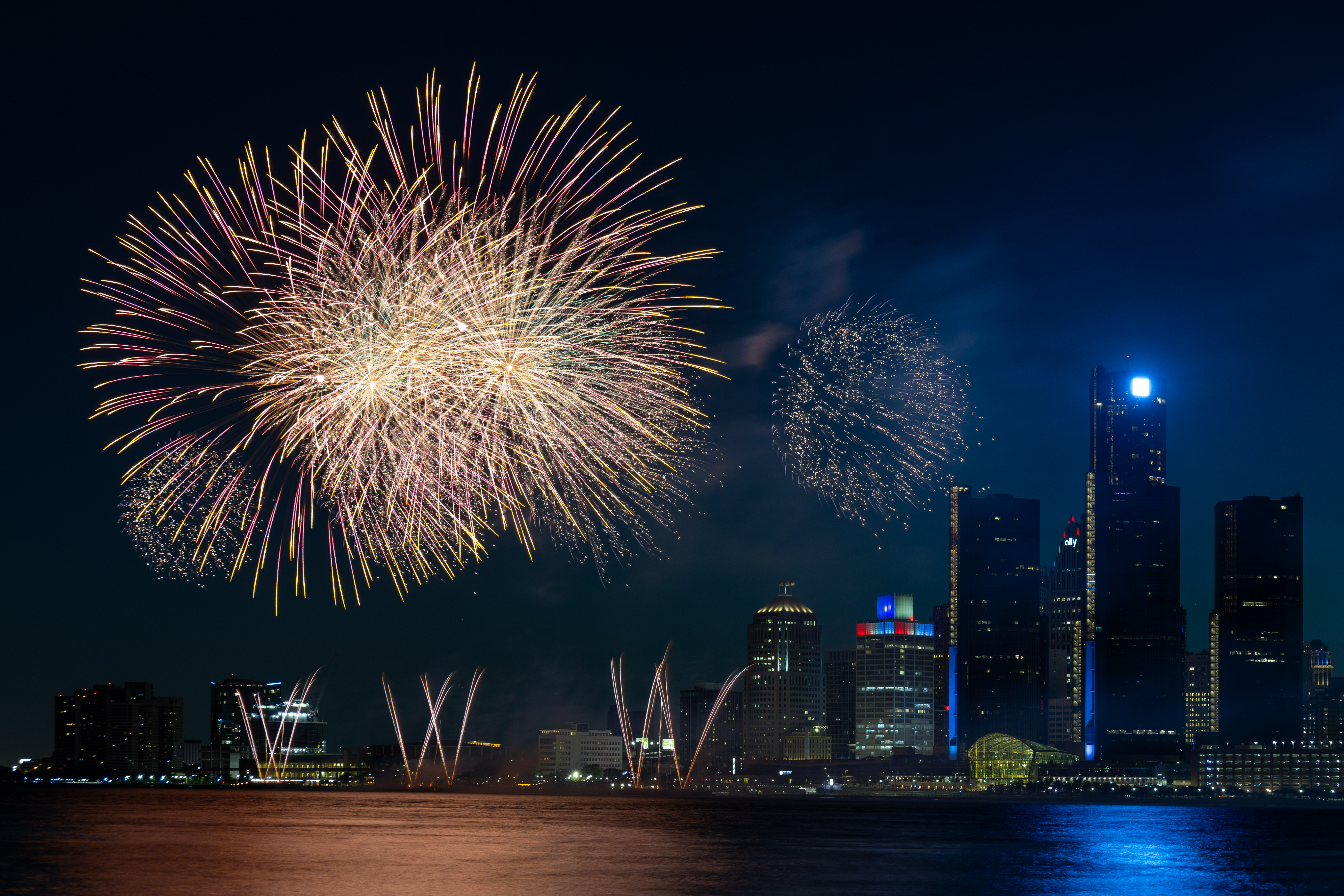
축제의 불꽃놀이 행사

국제 자유 축제는 6월 말에 열리는 여러 날 동안의 축제로, 7월 1일 캐나다의 날과 7월 4일 미국의 독립기념일을 기념한다. 미국 미시간주 디트로이트와 캐나다 온타리오주 윈저가 공동으로 이 다일 축제를 개최하며, 약 350만 명의 방문객이 찾는다. 국제 자유 축제는 1959년에 시작되었다.
2007년부터 이 축제는 윈저 서머 페스트와 디트로이트 리버 데이즈라는 두 개의 별도 행사로 나뉘었다.
서머 페스트는 19일간 열리는 축제로, 온타리오주 윈저의 아름다운 강변을 따라 펼쳐진다. 매년 50만 명 이상이 이 행사에 참여한다.
디트로이트 리버프론트 컨저번시는 2007년 6월 리버 데이즈 축제를 시작하여 지역 사회와 방문객들에게 변화된 디트로이트 국제 리버프론트를 소개했다. 이 축제는 새로운 디트로이트 리버워크의 중요한 부분들이 개장했음을 알렸으며, 매년 디트로이트 시내의 이 명소를 강조하기 위해 계속되고 있다.
두 축제의 하이라이트는 미국의 독립기념일과 캐나다의 캐나다의 날을 기념하는 불꽃놀이이다. 이는 북미에서 가장 크고 화려한 불꽃놀이 중 하나로, 윈저와 디트로이트의 하늘을 밝힌다. 이 연례 행사는 윈저와 디트로이트 강변에 100만 명 이상을 끌어모은다 (출처 필요). 보통 두 축제 모두에 해당하는 월요일에 열린다. 전통적으로 불꽃놀이 전에 캐나다 국가 "오 캐나다"가 불리고 이어서 미국 국가 "성조기여"가 불린다.

## 행사
전통적으로 며칠간의 행사가 기획되었고, 세계에서 가장 큰 불꽃놀이 중 하나로 끝을 맺었다.
이 행사는 매년 6월 마지막 수요일에 열렸다. 그러나 2010년에는 월요일로 날짜가 변경되었다. 윈저 쪽에는 추가 행사와 놀이기구가 있는 카니발도 포함된다.
2020년과 2021년에는 코로나19 범유행과 공중 보건 안전 문제에 대한 대응으로 불꽃놀이 행사가 나중에 연기되고 미시간주 남동부 하부 지역 내 지정된 장소로 옮겨졌으며, WDIV-TV에서 TV로만 방송되는 행사였기 때문에 관람객들의 참석이 금지되었다. 2022년부터는 행사가 다시 강변에서 열리며 관람객들이 현장에서 불꽃놀이를 관람할 수 있게 되었다.

## 후원
대부분의 기간 동안 허드슨이 후원했다. 그 기업 후계자인 타깃이 2013년까지 후원을 맡았고, 그 후 포드 모터 컴퍼니가 주요 후원사가 되면서 이 행사는 타깃이 주최하는 포드 불꽃놀이로 브랜드가 변경되었다. 이 쇼는 NBC 계열사인 WDIV-TV 로컬 4에서 TV로 방송되며, WJR은 음악의 오디오 동시 방송을 송출한다. 윈저 쪽에서는 축제 기간 동안 카니발 놀이기구와 매점이 있는 미드웨이가 있다. 미드웨이는 6월 말과 7월 초에 독립적인 명소로 운영된다. 또한 제어스가 후원하며, 트랜짓 윈저를 통해 사람들이 불꽃놀이에 갈 수 있도록 무료 교통편을 제공한다. 포드 불꽃놀이는 디트로이트 퍼레이드 회사에서 제작한다.

## 같이 보기
- 디트로이트 국제 리버프론트
- 디트로이트-윈저
- 디트로이트 윈저 국제 영화제
- 윈저 국제 영화제

## 내용주
1. ↑  Mink, Randy, and Karen Mink (July 2001). Detroit Turns 300 – Detroit 300 Festival. Travel America, World Publishing Co., Gale Group.
2. ↑  “Ford becomes lead sponsor of Detroit fireworks scheduled for June 24”. 《MILive.com》. 2013년 11월 13일에 확인함.